# Alain Noguès (photojournaliste)
Alain Noguès est un photojournaliste français, né le 27 mars 1937, à Toulouse.   
Cofondateur de l’agence Sygma en 1973, il est le lauréat de deux World Press Photo.   

## Biographie
Alain Noguès naît en 1927 à Toulouse. Il effectue son service militaire en Algérie où il prend des photos avec un Rolleicord 6x6 acheté à Alger qui lui est volé.
Alain Noguès débute dans la photographie professionnelles en 1960 comme tireur au laboratoire de l’agence Keystone. Puis il travaille au service de nuit de Pictorial Service, où il a l’occasion de manipuler les planches contact et effectuer les tirages des photographes de Magnum-Photos, avec Marc Riboud, Ernst Haas, Henri Cartier-Bresson, de Rapho avec Robert Doisneau, Willy Ronis et du mensuel Réalités : avec Edouard Boubat, Jean-Philippe Charbonnier et Jean-Louis Swinners, qu’il côtoie au laboratoire. Il y travaille le soir de 17 h 30 jusqu’à minuit  ce qui lui du temps pour déambuler dans Paris pour faire ses propres images. Il utilise un Leica M2 acheté à crédit grâce Pierre Gassman, directeur de Picto, qui lui servi de garant à la banque. Il reste chez Picto pendant quatre années.
Au cours de l’été 1965, Alain Noguès, tout jeune photographe, est amoureux d’Andrée Choty alias Lilou, assistante monteuse du film Pierrot le Fou avec Anna Karina et Jean-Paul Belmondo, sur l’île de Porquerolles. Il s’invite sur le tournage pour prendre quelques photos des coulisses du film. Jean-Luc Godard, par sympathie, décide de le garder sur le plateau et lui donne carte blanche.  
Il retourne ensuite en Afrique du Nord où il fait des cartes postales pour le ministère du tourisme algérien. 
De 1966 à 1971 il travaille pour Reporters Associés, une agence d’information générale où ili couvert l’actualité sous toutes ses formes  : cinéma avec  Renoir, Gainsbourg, le music-hall avec Halliday, des mariages de familles royales, des manifestations, etc. En 1967, il est accrédité pour le voyage officiel du Général de Gaulle au Québec. En mai  68 il couvre l’occupation de la Sorbonne. 
Il entre en 1971 à Gamma où il passe deux ans jusqu’à la crise qui conduit à la naissance de l’agence Sygma dont il devient en 1973 cofondateur et actionnaire et à laquelle il collabore depuis sa création. Il sera pendant quatre mois chef de bureau de Sygma à New York.
En mars 1989, il est blessé au Liban. La jeep dans laquelle il se déplace essuie un tir d'obus. Touché par les éclats,  il gravement atteint, les tympans perforés et une jambe en charpie. Le militaire qui l’accompagne y a laissé la vie.
Ses images prises pendant la période 1960-2007 ont été publiées dans des magazines Paris Match, Life, Time, L’Express, Le Nouvel Observateur, Jours de France, Point de vue, etc.
À 82 ans, en 2018, Alain Noguès continue de travailler et couvre le mouvement des Gilets jaunes. Devant la violence des forces de l’ordre et après avoir été l’objet de menaces de la part de manifestants, il décide de ne plus photographier ces manifestations « J’ai photographié les Gilets jaunes au départ, mais j’ai arrêté à cause du danger. Car, dans les manifestations, les Gilets jaunes comme les forces de police s’attaquent aux journalistes ».
Ses archives et son travail actuel sont désormais distribués par Getty Images.

## Prix
- 1986 : World Press Photo, Photo Contest, People in the News, Singles, 2nd prize[10].
- 1987 : World Press Photo, Photo Contest, Spot News, Singles, 3rd prize[11].

## Publications
Liste non exhaustive
- 100 photographies, Éditions Nogale, 2003,   (ISBN 978-2952052405)
- 40 ans de photojournalisme, ouvrage collectif par Michel Setboun et Marie Cousin,  Génération Sygma », Éditions de La Martinière,  2013.
- Mitterrand par les grands photographes, ouvrage collectif, présenté par Richard Melloul, Fayard, 2015.

## Expositions
Liste non exhaustive
- 2003 : Alain Noguès : profession, photojournaliste, Galerie Fnac, Paris
- 2010 : Printemps de la photographie, Pomerol[12].
- 2012 : Maison des métiers d'arts de Ferrières-en-Gâtinais[7].
- 2019 : Sur le tournage de « Pierrot le Fou », 34e Festival international de mode, de photographie et d’accessoires de mode, Hyères[4]